# Vestiges préhistoriques du Bois de Vergentière
Les vestiges préhistoriques du Bois de la Vergentière sont constitués d'une nécropole et d'un habitat préhistoriques datés du Néolithique moyen, situés sur la commune de Cohons, dans le département de la Haute-Marne.

## Protection
Le site est inscrit au titre des monuments historiques en 1990.

## La nécropole
Elle comporte environ 9 tumuli qui ont été pillés très anciennement et dégradés par l'exploitation forestière. Le site a été  étudié par Louis Lepage entre 1976 et 1985.

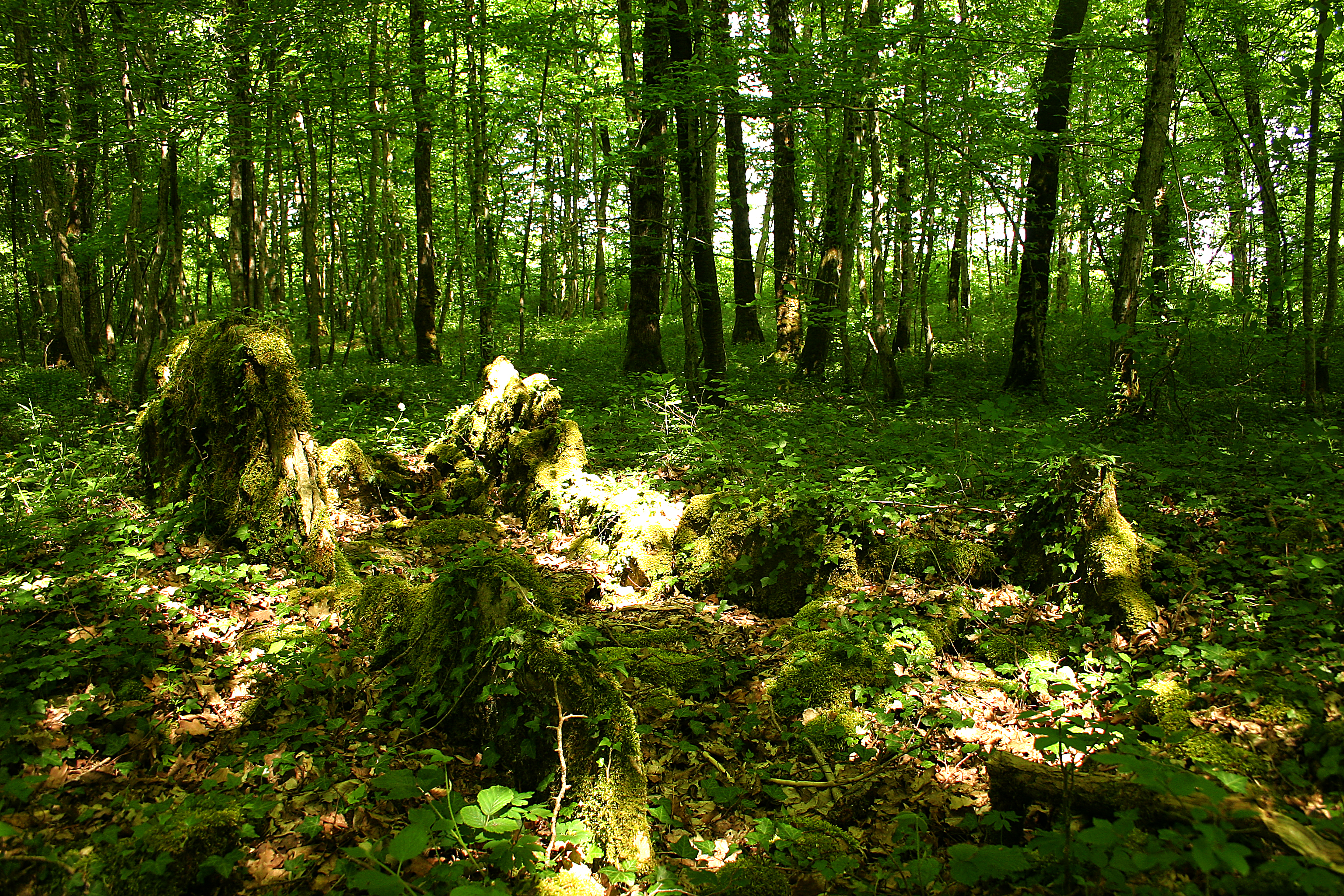
Dolmen no 1.

Le dolmen no 1 est entouré d'un tertre de 10 m de longueur sur 6 m de largeur et 1 m de hauteur. La chambre est délimitée par plusieurs orthostates, elle mesure environ 2,50 m de long sur 1 m de large. Elle est orientée sud-sud-est/nord-nord-ouest. Le chevet au nord est fermé par une petite dalle. La couche archéologique renfermait des fragments osseux qui semblent avoir été séparés par des dallettes de calcaire.  L'édifice a été daté du Néolithique moyen et réutilisé au Néolithique final.
Le dolmen no 2 comporte une chambre funéraire d'environ 1,50 m de long sur 1 m de large, orientée nord-ouest/sud-est, enserrée dans un tumulus de 5 m de diamètre .Une table de couverture (1,90 m de long, 1,50 m de large et 0,25 m d'épaisseur) est demeurée en place. Les fouilles n'ont livré que peu de matériel archéologique. L'édifice a été daté du Néolithique moyen. Il est inscrit au titre des monuments historiques en 1990.
Le troisième tumulus correspond à un tertre d'environ 4 m de diamètre incluant plusieurs dalles effondrées, vestiges d'une structure mégalithique désormais détruite.
Le quatrième tumulus mesure 12 m de longueur sur 9 m de large et 1,20 m de hauteur. Il comporte un coffre mégalithique de 3,50 m de long sur 1,20 m de large. Il a été entièrement vidé lors de pillages antérieurs.
Le cinquième tumulus est un tertre de 9 m de long sur 6 m de large ne comportant aucune construction interne et qui peut être assimilé à un simple pierrier. Sa fouille n'a révélé aucun matériel archéologique.
Le sixième tumulus mesure 5 m de diamètre sur 0,60 m de hauteur. Il ne semble pas inclure de structure en interne, ni avoir été fouillé.

## Le camp
Le site est connu depuis 1863 par une description de Henri Defay. Il est situé au sud de la nécropole, sur une pointe du plateau de Langres orientée au sud. Il correspond à un habitat du type éperon barré, protégé par de longs abrupts de 8 m à 5 m de haut côté sud et par une levée de terre et de pierres sèches de 4 m à 5 m de haut côté nord. Ce mur est percé de deux entrées.
Le site semble avoir été fréquenté dès le Paléolithique, mais ne fut occupé qu'au Néolithique. Les fouilles ont livré un matériel archéologique composé de poteries locales, de silex importés et d'ossements d'animaux domestiques. Le site fut fréquenté jusqu'au Moyen Âge.